# IC 3367
IC 3367 ist eine Galaxie vom Hubble-Typ S0? im Sternbild Coma Berenices am Nordsternhimmel. Sie ist schätzungsweise 344 Millionen Lichtjahre von der Milchstraße entfernt und hat einen Durchmesser von etwa 90.000 Lichtjahren.

Im selben Himmelsareal befinden sich u. a. die Galaxien IC 3336, IC 3362, IC 3376, IC 3380.
Das Objekt wurde am 23. März 1903 vom deutschen Astronomen Max Wolf entdeckt.